# Frontier (série télévisée)
 (février 2017).
Si vous disposez d'ouvrages ou d'articles de référence ou si vous connaissez des sites web de qualité traitant du thème abordé ici, merci de compléter l'article en donnant les références utiles à sa vérifiabilité et en les liant à la section « Notes et références ».
Pour les articles homonymes, voir Frontier.
Frontier ou Frontières au Québec, est une série télévisée historique américano-canadienne en 18 épisodes d'environ 46 minutes créée par Brad Peyton, Rob Blackie, et Peter Blackie, et diffusée entre le 6 novembre 2016 et le 21 décembre 2018 sur Discovery Channel et sur Netflix partout ailleurs, y compris dans les pays francophones.
Au Québec, elle est diffusée depuis le 8 mars 2017 sur Canal D.

## Synopsis
La série suit les aventures de Declan Harp, un hors-la-loi mi-irlandais (nation autochtone d'Europe), mi-cri (nation autochtone d'Amérique du Nord) qui milite pour briser le monopole de la compagnie de la Baie d'Hudson sur le commerce de la fourrure au Canada.

## Distribution

### Acteurs principaux (S1-S3)
- Jason Momoa (VFB : Nicolas Matthys ; VQ : Patrick Chouinard) : Declan Harp
- Landon Liboiron (VFB : Alexis Flamant ; VQ : Kevin Houle) : Michael Smyth
- Zoe Boyle (VFB : Séverine Cayron ; VQ : Catherine Proulx-Lemay) : Grace Emberly
- Alun Armstrong (VFB : Benoît Van Dorslaer ; VQ : Guy Nadon) : Lord Benton
- Allan Hawco (en) (VFB : Olivier Prémel ; VQ : Adrien Bletton) : Douglas Brown
- Jessica Matten (VFB : Mélissa Windal ; VQ : Laurence Dauphinais (S1) & Geneviève Alarie (S2)) : Sokanon
- Diana Bentley (VFB : Marcha Van Boven ; VQ : Manon Leblanc) : Imogen
- Tantoo Cardinal (VFB : Nathalie Hons) : Kamenna
- Shawn Doyle (VFB : David Manet ; VQ : Tristan Harvey) : Samuel Grant
- Michael Patric (VFB : Maxime Van Santfoort ; VQ : Gabriel Lessard) : Malcolm Brown
- Lyla Porter-Follows (VFB : Helena Coppejans ; VQ : Sarah Anne Parent) : Clenna Dolan
- Paul Fauteux (VFB : Philippe Allard ; VQ : Jean-Jacques Lamothe) : Jean-Marc Rivard
- Greg Bryk (VFB : Gauthier de Fauconval ; VQ : Gilbert Lachance) : Cobbs Pond
- Colline Breanne  (VFB : Delphine Chauvier ; VQ : Mylène Mackay) : Mary
- Paul Ewan Wilson (VFB : Grégory Praet ; VQ : Stéphane Brulotte) : Officier Vanstone

### Acteurs récurrents

#### À partir de la saison 1
- Evan Jonigkeit (VFB : Maxime Donnay ; VQ : Jean-François Beaupré) : Capitaine Chesterfield (saisons 1 et 2)
- Katie McGrath (VQ : Mélanie Laberge) : Elizabeth Carruthers (saisons 1 et 2)
- Jean-Michel Le Gal (VFB : Sébastien Hébrant) : Commandant Everton (saisons 1 et 2)
- Christian McKay (VFB : Simon Duprez ; VQ : Frédéric Desager) : Père Coffin (saison 1)
- William Belleau : Dimanche (saison 1)
- Raoul Trujillo : Machk (saison 1)
- Alan C. Peterson (VFB : Michel de Warzée): Governeur Threadwell (S1E01 & S1E02)
- Graham Abbey (en) : MacLaughlan (S1E03)

#### À partir de la saison 2
- Jamie Sives (VF : Michel Hinderyckx ; VQ : Alexandre Fortin) : McTaggart (saisons 2 et 3)
- Kathryn Wilder (VFB : Hélène Van Dyck) : Chaulk  (saisons 2 et 3)
- Karen LeBlanc (VFB : Justine Venet ; VQ : Marie-Evelyne Lessard) : Josephette (saisons 2 et 3)
- Demetrius Grosse (en) (VFB : Martin Spinhayer ; VQ : Fayolle Jean Jr.) : Charleston (saisons 2 et 3)
- James Preston Rogers (VQ : Jean Harvey) : Vladimir « le sibérien » Tetukin (saison 2)

#### À partir de la saison 3
- Ellyn Jade (VFB : Noémie Carcaud) : Kahwihta (saison 3)
- Stephen Oates (VFB : Vincent Dussaiwoir) : O'Reilly (saison 3)
- Michael Raymond-James (VFB : Frederik Haùgness) : Fortunato (saison 3)
- Temuera Morrison (VFB : Pierre Bodson) : Te Rangi (saison 3)
- Jay Simpson (VFB : Erico Salamone) :  Lord Winston Fisher (S3E01, 05, 06)
- Evan Mercer (VFB : Jonathan Simon) : Mercer (S3E01, 05, 06)
- Gary Lewis (VFB : Pascal Gruselle) : Edward Emberly (S3E02, 04, 05)
- Gordon Brown (VFB : Jean-François Rossio) : Barclay (S3E04, 05, 06)
- Ryan Tarran (VFB : Olivier Francart) : Captain Wadlow (S3E01 & S3E02)
- Paul McGillion (VFB : Bruno Georis) : Major Vinnicombe (S3E01 & S3E03)

Version française
- Adaptation : Jennifer Grossi, Jean-Christophe Léger
- Direction artistique : Monia Douieb

Version québécoise
- Directeur de plateau : Natalie Hamel-Roy
- Adaptateurs : David Axelrad et Nadine Taillon
- Studio : Technicolor Services Thomson

 Source et légende : version québécoise (VQ) sur Doublage.qc.ca

## Production
Elle a été tournée en 4K.
Le 25 octobre 2016, la série a été renouvelée pour une deuxième saison.
Le 19 septembre 2017, la série a été renouvelée pour une troisième saison.

## Épisodes

### Première saison (2016)
1. Un royaume à part entière (A Kingdom Unto Itself)
2. Le Petit Frère de la guerre (Little Brother War)
3. Mushkegowuk Esquewu (Mushkegowuk Esquewu)
4. Les Loups (Wolves)
5. Le Disciple (The Disciple)
6. La Potence (The Gallows)

### Deuxième saison (2017)
Elle est diffusée à partir du 18 octobre 2017 au Canada.
1. Navigation à l'estime (Dead Reckoning)
2. Recherché (Wanted)
3. Entre ours et loup (The Wolf and the Bear)
4. Mutinerie (Mutiny)
5. Boulet de canon (Cannonball)
6. Keetom Takooteeoo Makeekun (Le retour de Black Wolf)

### Troisième saison (2018)
Elle est diffusée à partir du 7 décembre 2018 au Canada.
1. La Voie obscure (The Low Road)
2. La Fin du monde (Devil's Bargain)
3. Satanazas (Satanazas)
4. Tous pour tous et personne pour un (All for All and None for One)
5. La Demeure du tout-puissant (House of the Lords)
6. Les Péchés du père (The Sins of the Father)